# Club Deportivo Once Lobos
Pour les articles homonymes, voir Lobos (homonymie).
Le CD Once Lobos est un club de football salvadorien fondé en 1922, basé à Chalchuapa, dans le département de Santa Ana. Once Lobos est considéré comme le doyen des clubs encore actifs au Salvador.
Résident du stade Cesar Hernández, doté de 15 000 places, le club évolue en 2011 en Segunda División de Fútbol Salvadoreño (après avoir été relégué de l'élite en 2005). 
Champion de Segunda Division en 1981 et 1997, Once Lobos obtient son meilleur classement national en 1982 et 1983, avec une troisième place en Primera Division.

## Palmarès
- Championnat du Salvador de D2 (2)
  - Champion : 1981, 1997